# Sunday (tv-serie)
 For alternative betydninger, se Sunday. (Se også artikler, som begynder med Sunday)
Sunday er en dansk komedie tv-serie. Serien er skrevet af Søren Felbo og Jesper Rofelt, efter idé af Melvin Kakooza og Magnus Millang - og instrueret af Jesper Rofelt. Serien havde premiere i 2019.

## Handling
Fodboldklubben FC Fredericia er i krise og mangler en ny stjernespiller på holdet. Cheftræneren besøger Afrika for at opdage en ny stjerne og finder Sunday, men er ved at finde ud af, at han aldrig har spillet fodbold i sit liv.